# Michael Anderson Jr.
Michael Joseph Anderson Jr. (ur. 6 sierpnia 1943 w Hillingdon) – brytyjski aktor filmowy i telewizyjny.

## Życiorys

### Wczesne lata
Urodził się w Hillingdon w hrabstwie Middlesex jako syn reżysera Michaela Andersona i Betty Jordan. Jego brat David Anderson został producentem filmowym. W 1977 roku jego ojciec ożenił się z aktorką Adrienne Ellis, której córka Laurie Holden to także aktorka. Studiował dramat i balet w Arts Educational School.

### Kariera
Początkowo grywał gościnnie w brytyjskich serialach telewizyjnych, w tym Hrabia Monte Cristo (The Count of Monte Cristo, 1956) jako porucznik Lenz czy Ivanhoe (1958) jako książę Artur z Rogerem Moore’em. Po występie w dramacie przygodowym Freda Zinnemanna Przybysze o zmierzchu (The Sundowners, 1960) z Robertem Mitchumem, wystąpił jako John Glenarvan w telewizyjnej ekranizacji powieści Jules’a Verne’a Dzieci kapitana Granta (In Search of the Castaways, 1962). Popularność przyniosła mu rola Buda Eldera w westernie Synowie Katie Elder (The Sons of Katie Elder, 1965) z Johnem Wayne’em i Deanem Martinem oraz postać Claytona Monroe w serialu ABC Rodzina Monroe (The Monroes, 1966-67), za którą wraz z ekipą filmową w 1967 roku otrzymał nagrodę Brązowego Kowboja.

## Filmografia

### Filmy fabularne
- 1958: The Moonraker jako Martin Strangeways
- 1959: Nieletni świadek (Tiger Bay) jako Youth (niewymieniony w czołówce)
- 1960: Przybysze o zmierzchu (The Sundowners) jako Sean Carmody
- 1962: Play It Cool jako Alvin
- 1962: Reach for Glory jako Lewis Craig
- 1962: Dzieci kapitana Granta (In Search of the Castaways) jako John Glenarvan
- 1964: Ukochane serce (Dear Heart) jako Patrick
- 1965: Opowieść wszech czasów (The Greatest Story Ever Told) jako apostoł Jakub zw. Większym
- 1965: Major Dundee jako Tim Ryan
- 1965: Synowie Katie Elder (The Sons of Katie Elder) jako Bud Elder
- 1965: The Glory Guys jako szeregowy Martin Hale
- 1970: WUSA jako Marvin
- 1970: The House That Would Not Die jako Stan Whitman
- 1971: Ostatni film (The Last Movie) jako syn majora
- 1976: Ucieczka Logana (Logan's Run) jako Doc
- 1980: Mordercza noc (Nightkill) jako porucznik Donner
- 1983: Wśród modeli (Making of a Male Model, TV) jako Sven
- 1993: Bar Zachodzącego Słońca (Sunset Grill) jako porucznik Jeff Carruthers
- 1995: Dzieciaki do wynajęcia (Rent-a-Kid) jako pan Nicely
- 1996: Tama (Terminal Rush) jako Harrison Dekker

### Seriale TV
- 1966-67: Rodzina Monroe (The Monroes) jako Clayton Monroe
- 1971: Hawaii Five-O jako Michael Rigney
- 1973: Hawaii Five-O jako Ray Stokely
- 1973: Hawaii Five-O jako Jeff Koestler
- 1975: Ulice San Francisco jako Paul William Bierce
- 1976: Hawaii Five-O jako Anthony Waring
- 1977: Waszyngton za zamkniętymi drzwiami (Washington: Behind Closed Doors) jako Alex Coffee
- 1978: Fantastyczna wyspa (Fantasy Island) jako Bill
- 1979: Najwięksi bohaterowie biblijni (Greatest Heroes of the Bible) jako Bigthan
- 1979: Fantastyczna wyspa (Fantasy Island) jako Joe Drake
- 1984: Magnum jako Garwood Huddle Jr.
- 1984: Falcon Crest jako Bill Tuttle
- 1986: Autostrada do nieba jako Tom Ward
- 1986: Napisała: Morderstwo jako dr Lynch
- 1995: Nieśmiertelny (Highlander: The Series) jako Ian Bancroft
- 1995: Legendy Kung Fu (Kung Fu: The Legend Continues) jako Jack Hamilton